# François-Georges Audierne
El Padre François-Georges Audierne fue un sacerdote, historiador y arqueólogo francés (nacido en Sarlat-la-Canéda el 4 de enero de 1798 y fallecido en París el 23 de octubre de 1891).

## Biografía
En 1834 acompañó a Arcisse de Caumont en su visita a los monumentos y museos de Périgueux.

En 1836, fue asistente de Joseph de Mourcin para la gestión del museo del Périgord instalado por el arquitecto Louis Catoire en la capilla de los Penitentes Blancos, al sur del claustro de la Catedral de Périgueux. Para interesar al público, a los restos arquitectónicos que se encontraban en el “Museo Vésunien” instalado en el anfiteatro, añadió la colección mineralógica de Cyprien-Prosper Brard y la colección de fósiles, sus hachas, sus medallas, sus monedas. Que François Jouannet le había confiado.